# Люція Гарута
Люція Гарута (латис. Lūcija Garūta; *14 травня 1902, Рига — †15 лютого 1977, Рига) — латвійська піаністка, поетеса та композиторка. Заслужений діяч мистецтва ЛатвРСР (1962).

## Біографія
У 1924 році закінчила Латвійську консерваторію по класу композиції у Язепс Вітолса. Ще рік навчалася по класу фортепіано у Людмили Гомане-Домбровскої. Навчалася у Парижі у 1926 і 1928 роках
З 1927 року викладала в Латвійській консерваторії. З 1973 року — професор.